# Etah (Distrikt)
Der Distrikt Etah (Hindi एटा ज़िला, Urdu ضلع ایٹہ) ist ein Distrikt im indischen Bundesstaat Uttar Pradesh.
Etah liegt im Westen von Uttar Pradesh in der Division Aligarh. Der Distrikt liegt im oberen Doab zwischen den Flussläufen von Ganges im Norden und Yamuna im Süden.
Distrikthauptstadt ist Etah.
Der Distrikt umfasst 2431 km².

## Geschichte
Im Distrikt befinden sich die buddhistischen Tempelruinen von Ataranji khera und als der chinesische Pilgermönch Xuanzang die Gegend im Jahr 636 bereiste, berichtete er über mehrere Tempel und Klöster. Mit den Invasionen Mahmud von Ghaznis im Jahr 1018 begann die dauerhafte muslimische Unterwerfung Nordindiens. Später gehörte das Gebiet zum Mogulreich, kam dann unter die Herrschaft des Nawabs von Awadh und dieser trat es 1801 an die Britische Ostindien-Kompanie ab. Etah war eines der Zentren des Indischen Aufstands von 1857. Administrativ war das Gebiet während der britischen Herrschaft nacheinander Teil der Ceded and Conquered Provinces, der North-Western Provinces and Oudh und ab 1902 der United Provinces of Agra and Oudh (1935 umbenannt in United Provinces). Aus den United Provinces entstand nach der Unabhängigkeit Indiens der Bundesstaat Uttar Pradesh.
Am 17. April 2008 wurde aus Teilen von Etah der neue Distrikt Kasganj gebildet.

## Bevölkerung
Die Einwohnerzahl von Etah betrug beim Zensus 2011 1.774.480. 10 Jahre zuvor waren es noch 1.561.705. Das Geschlechterverhältnis lag bei 873 Frauen auf 1000 Männer. Die Alphabetisierungsrate betrug 70,81 % (81,28 % bei Männern, 58,80 % bei Frauen). 90,79 % der Bevölkerung waren Hindus, 8,25 % Muslime.

## Verwaltungsgliederung
Der Distrikt ist in 3 Tehsils gegliedert:
- Aliganj
- Etah
- Jalesar

Städte vom Typ eines Nagar Palika Parishad sind:
- Aliganj
- Etah
- Jalesar

Städte vom Typ eines Nagar Panchayat sind:
- Awagarh
- Jaithara
- Marehra
- Nidhauli Kalan
- Raja Ka Rampur
- Sakit

## Wirtschaft
Die Landwirtschaft ist der wichtigste Wirtschaftszweig. Angebaut werden Reis, Zuckerrohr, Sonnenblumen, Ölsaaten u. a. m. Außer einigen verarbeitenden Betrieben für landwirtschaftliche Produkte gibt es vor Ort keine größeren Industrien.